# Miss Universe 2013
Miss Universe 2013 – 62. wybory Miss Universe. Gala finałowa odbyła się 9 listopada 2013 w Crocus City Hall w Krasnogorsku, Rosja. Miss Universe została reprezentantka Wenezueli Gabriela Isler.

## Rezultaty
| Tytuł              | Laureatka |
| ------------------ | --- |
| Miss Universe 2013 | Wenezuela – Gabriela Isler |
| I Wicemiss         | Hiszpania – Patricia Yurena Rodríguez |
| II Wicemiss        | Ekwador – Constanza Báez |
| III Wicemiss       | Filipiny – Ariella Arida |
| IV Wicemiss        | Brazylia – Jakelyne Oliveira |
| Top 10             | Dominikana – Yaritza Reyes · Indie – Manasi Moghe · Stany Zjednoczone – Erin Brady · Ukraina – Olha Storożenko · Wielka Brytania – Amy Willerton                              |
| Top 16             | Chiny – Jin Ye · Indonezja – Whulandary Herman · Kostaryka – Fabiana Granados · Nikaragua – Nastassja Bolívar · Portoryko – Monic Pérez · Szwajcaria – Dominique Rinderknecht |

## Nagrody specjalne
| Tytuł                      | Laureatka                     |
| -------------------------- | ----------------------------- |
| Miss Koleżeńskości         | Chiny – Jin Ye                |
| Miss Fotogeniczności       | Polska – Paulina Krupińska    |
| Najlepszy kostium narodowy | Nikaragua – Nastassja Bolívar |